# 三原东关基督教堂
三原东关基督教堂原名救世堂，是中国陕西省咸阳市三原县的一座百年基督教堂，位于城关镇东关油坊道街94号，系基督教在陕西的发祥地和传播中心之一。

## 历史
三原东关救世堂由英国浸礼会传教士邵涤元、敦崇礼建于1915年，是英国浸礼会渭北公会驻地。范围包括三原、泾阳、高陵、临潼、富平、耀县等县，共有13个堂会、89处支会，信徒3000余人，其中三原县境内有城关、福音、安乐、上马、荣和5个堂会、20多处支会，信徒1000余人。教堂“T”形平面，建筑面积288平方米，可容纳500余人。建筑风格中西结合，青砖外墙，琉璃瓦顶，飞檐翘角。另有中式附属建筑100余间。
1951年三自运动中，英浸礼会差会交出权力。1965年2月，社会主义教育运动中，三原12名教牧人员全部成为斗争对象，以反革命罪判刑劳改，三原基督教公开活动停止。文化大革命期间，教堂被县房管所占用作为仓库，1982年归还教堂。1988-1998年，陕西圣经学校曾设于此。1996年，新建了可容纳1200余人的新堂，新旧两座教堂并列。
2020年12月10日，东关油坊道教堂公布为三原县文物保护单位，保护范围包括教堂和仿西式宿舍楼。